# The Ultimate Fighter 20 Finale
The Ultimate Fighter 20 Finale（ジ・アルティメット・ファイター・トゥエンティー・フィナーレ、別名The Ultimate Fighter: A Champion Will Be Crowned Finale）は、アメリカ合衆国の総合格闘技団体「UFC」の大会の一つ。本大会はリアリティ番組「The Ultimate Fighter」シーズン20のフィナーレとして、2014年12月12日、ネバダ州ラスベガスのザ・パールで開催された。

## 大会概要
本大会ではThe Ultimate Fighter 20トーナメント決勝戦がUFC世界女子ストロー級王座決定戦として組まれ、カーラ・エスパルザがローズ・ナマユナスをリアネイキッドチョークで下してUFC世界女子ストロー級王座を獲得した。
DEEP JEWELSフェザー級王者ハム・ソヒ、Invicta FCストロー級王者カーラ・エスパルザ、元Invicta FCアトム級王者ジェシカ・ペネ、キャリア8戦全勝のジョアン・コールダウッドがUFCデビュー。

## 試合結果

### アーリープレリム
第1試合 女子ストロー級ワンマッチ 5分3R
○  アンジェラ・ヒル vs.  エミリー・ケイガン ×
3R終了 判定3-0（30-26、30-26、30-27）
第2試合 53.5kg契約ワンマッチ 5分3R
○  アシュリン・デイリー vs.  アレックス・チャンバース ×
1R 4:53 腕ひしぎ十字固め
※デイリーの体重超過により女子ストロー級から変更。

### プレリミナリーカード
第3試合 女子ストロー級ワンマッチ 5分3R
○  ティーシャ・トーレス vs.  アンジェラ・マガニャ ×
3R終了 判定3-0（30-27、30-27、30-26）
第4試合 女子ストロー級ワンマッチ 5分3R
○  ジョアン・コールダウッド vs.  ハム・ソヒ ×
3R終了 判定3-0（30-27、30-27、30-26）
第5試合 女子ストロー級ワンマッチ 5分3R
○  ヘザー・ジョー・クラーク vs.  ベック・ローリングス ×
3R終了 判定3-0（29-28、29-28、29-28）
第6試合 女子ストロー級ワンマッチ 5分3R
○  フェリス・ヘリッグ vs.  リサ・エリス ×
2R 3:05 腕ひしぎ十字固め

### メインカード
第7試合 女子ストロー級ワンマッチ 5分3R
○  ジェシカ・ペネ vs.  ランダ・マルコス ×
3R終了 判定2-1（28-29、30-27、29-28）
第8試合 ライト級ワンマッチ 5分3R
○  ヤンシー・メデイロス vs.  ジョー・プロクター ×
1R 4:37 ギロチンチョーク
第9試合 ライト級ワンマッチ 5分3R
－  KJ・ヌーンズ vs.  ダロン・クルックシャンク －
2R 0:25 ノーコンテスト（アイポーク）
第10試合 66.5kg契約ワンマッチ 5分3R
○  チャールズ・オリベイラ vs.  ジェレミー・スティーブンス ×
3R終了 判定3-0（30-27、29-28、29-28）
※オリベイラの体重超過によりフェザー級から変更。
第11試合 UFC世界女子ストロー級王座決定戦 5分5R
○  カーラ・エスパルザ vs.  ローズ・ナマユナス ×
3R 1:26 リアネイキドチョーク
※エスパルザが王座獲得に成功。

### 各賞
ファイト・オブ・ザ・ナイト： ジェシカ・ペネ vs. ランダ・マルコス
パフォーマンス・オブ・ザ・ナイト： カーラ・エスパルザ、ヤンシー・メデイロス
各選手にはボーナスとして5万ドルが支給された。

### カード変更
負傷などによるカードの変更は以下の通り。
- ジャスティン・キッシュ → ハム・ソヒ（第4試合）